# Золотая башня (Регенсбург)
Золотая башня (нем. Goldener Turm) в Регенсбурге — средневековая башня, из категории так называемых «семейных башен», принадлежавших патрицианским фамилиям. Здание, имея высоту 50 метров, является самой высокой жилой башней к северу от Альп.
Первоначальное строительство четырёхэтажной башни проходило в два этапа в 1260 году. Около 1300 года было пристроено ещё четыре этажа. В XVI веке двор башни был дополнен аркадами в стиле эпохи Возрождения, высотой более двух этажей. В это же время зубчатый венец башни меняется на плоскоскатную пирамидальную крышу, башня украшается фресками с изображениями ландскнехтов и герба города.
Текущее название — «Золотая башня», сооружение получило в честь постоялого двора, располагавшегося в нём в XVII веке.
После реконструкции, проведённой в 1985 году, башня выполняет функции студенческого общежития.
Наряду с другими достопримечательностями города «Золотая башня» входит в список зданий, составляющих объект Всемирного наследия ЮНЕСКО — «Старый город в Регенсбурге, включая район Штадтамхоф».